# سليمان عسيري
سليمان عسيري لاعب كرة قدم سعودي و يلعب في الهجوم يلعب في نادي ألمع ولعب سابقاً مع نادي أبها السعودي.